# Samsung Galaxy A41
El Samsung Galaxy A41 es un teléfono inteligente Android de gama media desarrollado por Samsung Electronics como parte de su línea de teléfonos inteligentes de la serie A 2020. Se anunció el 18 de marzo de 2020 y se lanzó por primera vez el 22 de mayo de 2020 como sucesor del Galaxy A40. El teléfono viene preinstalado con Android 10 y capa de personalización One UI 2.1 de Samsung.

## Especificaciones

### Hardware
El Galaxy A41 está equipado con un chipset MediaTek Helio P65, con 64 GB de almacenamiento y 4 GB de RAM, además de una ranura dedicada para microSD y una ranura dual nano SIM con soporte VoLTE. El almacenamiento se puede ampliar hasta 512 GB a través de una tarjeta microSDXC.
El teléfono tiene una pantalla FHD+ Super AMOLED de 6,1 pulgadas, con una relación pantalla-cuerpo del 85,9% y una relación de aspecto de 20:9 para igualar la de otros smartphones Galaxy vendidos en 2020. Una huella digital óptica debajo de la pantalla El lector reemplaza al montado en la parte trasera que se ve en el A40.
El nuevo sistema de cámara trasera en forma de L (similar a los que se ven en los teléfonos Samsung más nuevos) utiliza tres cámaras, una lente ancha de 48 MP, una lente ultra ancha de 8 MP y un sensor de profundidad de 5 MP. Un recorte de pantalla en forma de U alberga el sensor de 25 MP para la cámara frontal. Ambos sistemas de cámara son capaces de grabar video de 1080p a 30 fps.
Se utiliza una batería de 3500 mAh, con soporte para carga rápida de hasta 15 W.
Los clientes, según la región, pueden elegir entre una gama de nuevas selecciones de colores, como Black, Haze Silver, Prism Blue y Aura Red.

### Software
El teléfono viene con Android 10 y la superposición de software personalizada One UI 2.1 de Samsung.
La experiencia del software es comparable a la de otros dispositivos Samsung 2020, y cuenta con muchas de las ventajas de software de los dispositivos Samsung más costosos, como Edge Screen y Edge Lighting.
Al igual que con la mayoría de los otros teléfonos Samsung lanzados durante 2020, se puede acceder a la opción Enlace a Windows de la asociación Microsoft-Samsung que viene de serie, se puede acceder en el panel de notificaciones de Android.
Basándose en el programa de actualización de software más reciente de Samsung, el teléfono debería ser elegible para dos importantes actualizaciones de Android.